# Chloroform
Chloroform (łac. chloroformium) – organiczny związek chemiczny z grupy halogenoalkanów, chlorowa pochodna metanu.

## Otrzymywanie
Częściowe chlorowanie metanu jest procesem nieselektywnym, który prowadzi do powstania mieszaniny mono-, di-, tri- i tetrachlorowanych pochodnych. Z mieszaniny tej za pomocą destylacji frakcyjnej można uzyskać poszczególne produkty (w tym chloroform) o czystości wystarczającej do zastosowań przemysłowych.
Czysty chloroform uzyskuje się w wyniku chlorowania etanolu lub acetonu:
Z etanolu
1. Utlenianie etanolu: CH3CH2OH + Cl2 → CH3CHO + 2HCl
2. Chlorowanie acetaldehydu: CH3CHO + 3Cl2 → CCl3CHO + 3HCl
3. Dekarboksylacja chloralu: CCl3CHO + KOH → CHCl3 + HCOOK

Z acetonu
1. Reakcja haloformowa: CH3C(O)CH3 + 3Cl2 → CCl3C(O)CH3 + 3HCl
2. CCl3C(O)CH3 + KOH → CHCl3 + CH3COOK

Zamiast chloru i zasady stosuje się zazwyczaj wapno chlorowane.

## Właściwości
Chloroform jest ciężką, lotną, niepalną cieczą. Jest mało reaktywny. W zetknięciu z ogniem pary chloroformu ulegają rozkładowi, z wytworzeniem chloru, chlorowodoru i fosgenu. Podobny powolny rozkład zachodzi również pod wpływem światła, w wyniku czego chloroform często jest zanieczyszczony ww. substancjami.
W reakcji chloroformu z wodnym roztworem NaOH powstaje dichlorokarben, wykorzystywany w syntezie organicznej.

## Zastosowanie
Głównie jako rozpuszczalnik np. przy syntezie białek, analizach środowiskowych, analizach pestycydów, chromatografii. W syntezie organicznej używany także jako źródło rodników.
Ze względu na dużą szkodliwość jego użycie zostało bardzo ograniczone. Zastępowany jest najczęściej chlorkiem metylenu. Deuterowany chloroform, CDCl3 jest popularnym rozpuszczalnikiem w spektroskopii NMR.

## Zastosowanie w medycynie
Dawne zastosowanie w anestezjologii

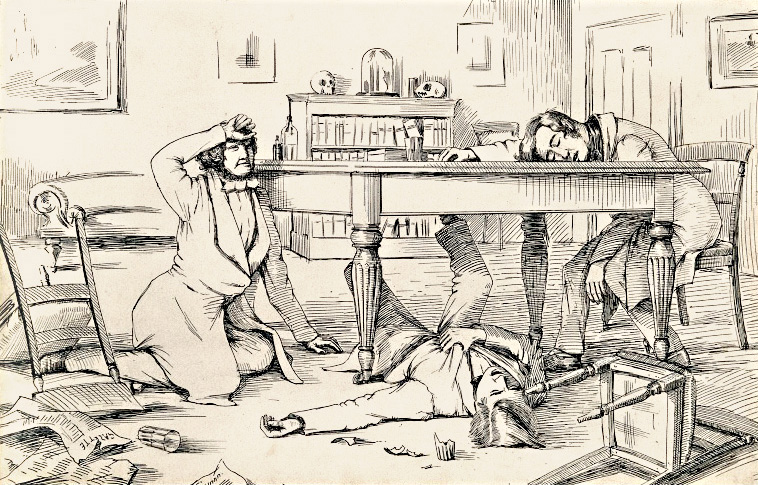
Wpływ chloroformu na człowieka. Sir J. Y. Simpson (prawdop. 4 listopada 1847)

Chloroform o wysokiej czystości chemicznej (Chloroformium anaestheticus, syn. Chloroformium pro narcosi) od 1847 roku był stosowany (obok eteru dietylowego oraz podtlenku azotu) do głębokiej narkozy. W praktyce anestezjologicznej stosowano „chloroformowanie” 1% stężeniem w powietrzu wdychanym. Rozpiętość między dawką znieczulającą a toksyczną jest niewielka, bowiem już stężenia 1,3–1,5% powodują porażenie ośrodka oddechowego. Narkoza chloroformowa przebiegała podobnie do narkozy eterowej, z pewnymi różnicami (zasypianie jest spokojniejsze i szybsze niż przy użyciu eteru, natomiast wybudzanie późniejsze). Zastosowanie narkozy chloroformem stopniowo ograniczano od okresu międzywojennego, na rzecz bezpieczniejszych i mniej toksycznych anestetyków. Chloroform wykazuje dużą toksyczność dla narządów miąższowych (nerek, wątroby) oraz powoduje zmiany zwyrodnieniowe mięśnia sercowego. W latach 60. w Polsce był stosowany do narkozy już bardzo rzadko – tylko w pewnych, szczególnych przypadkach, natomiast w połowie lat 70. jego stosowanie w anestezjologii zostało zaniechane całkowicie.
Zastosowanie wody chloroformowej
W lecznictwie stosowano doustnie preparat galenowy – świeżo przygotowany 0,5% wodny roztwór chloroformu, znany jako Aqua Chloroformii – woda chloroformowa. Znajdowała zastosowanie jako środek przeciwwymiotny (antiemeticum). Podawano 1 łyżkę stołową co 1 do 4 godzin, w miarę potrzeb, nie przekraczając 150 ml dla osoby dorosłej na dobę. Wodę chloroformową stosowano jeszcze do początku lat 90.
Zastosowanie miejscowe
Chloroform obecnie jest stosowany jeszcze sporadycznie miejscowo w postaci preparatów recepturowych: w dermatologii (m.in. roztwory chloroformowe batidrolu, smoły pogazowej) oraz w reumatologii (mazidła 10–25%).

## Zagrożenia
Działa drażniąco na skórę i oczy, szkodliwy przy wchłanianiu przez drogi oddechowe i po połknięciu; w przypadku długotrwałego narażenia lub wysokiego stężenia stwarza poważne zagrożenia dla zdrowia. Może nastąpić nagła śmierć wskutek zaburzeń rytmu serca i zatrzymania akcji serca lub zatrzymania oddechu. Działa depresyjnie na ośrodkowy układ nerwowy (włącznie z wystąpieniem trwałych zmian), wywołuje poczucie senności, nudności, zmniejsza sprawność umysłową, powoduje utratę przytomności. Uszkadza wątrobę i nerki.
Rakotwórczość
Zgodnie z kryteriami RTECS chloroform jest substancją rakotwórczą (białaczka). Kryteria IARC kwalifikują go jako przypuszczalnie rakotwórczy dla ludzi (klasyfikacja: 2B – grupa 2A). NCI uważa, że istnieją wyraźne dowody rakotwórczości chloroformu. Zgodnie z innymi kryteriami jest prawdopodobnie rakotwórczy dla ludzi, istnieją też ograniczone dowody rakotwórczości w badaniach na zwierzętach.